# Eublemma latericolor
Eublemma latericolor là một loài bướm đêm trong họ Erebidae.